# 호크맨
호크맨(영어: Hawkman)은 DC 코믹스의 슈퍼히어로 캐릭터이다. 오랜 연재간 설정이 조금씩 변화하였으나, 대체로 새너가(Thanagar)에서 온 전사이며 N번째 금속으로 하늘을 난다는 설정은 유지된다. 호크걸의 연인이다. 1940년 1월 《플래시 코믹스》 1호에서 처음 등장하였으며, 가드너 폭스와 데니스 네빌이 공동 창작하였다.

## 담당 배우

### TV 드라마
- 슈퍼히어로의 전설(1979) - 빌 너컬스
- 스몰빌(2001) - 마이클 섕크스
- 애로우: 어둠의 기사(2011) - 팔크 헨첼
  - 플래시(2014) - 팔크 헨첼
  - 레전즈 오브 투모로우(2015) - 팔크 헨첼

## 담당 성우

### TV 애니메이션
- 슈퍼맨/아쿠아맨 모험의 시간(1967) - 빅 페린
- 슈퍼 프렌즈(1977) - 잭 에인절
- 저스티스 리그(2001) - 빅터 리버스, 로버트 패트릭
- 배트맨 더 브레이브(2009) - 윌리엄 캣
- 저스티스 리그 액션(2016) - 트로이 베이커

### 장편 애니메이션
- 슈퍼맨/배트맨: 공공의 적(2009) - 마이클 고프

### 비디오 게임
- 배트맨 더 브레이브(2010) - 윌리엄 캣
- 레고 배트맨 2: DC 슈퍼히어로즈(2012) - 트로이 베이커
  - 레고 배트맨 3: 비욘드 고담(2014) - 트래비스 윌링햄